# ЛуАЗ-13021-08
ЛуАЗ-13021-08 «Швидка допомога» — спеціалізований повнопривідний автомобіль, конструкції Луцького автомобільного заводу. Створений на базі автомобіля ЛуАЗ-1302. Практично усі агрегати та вузли використані також з цього автомобіля. Головна відмінність від базової моделі — довжина кузова, у ЛуАЗ-13021-08 вона становить 4015мм, на противагу 3415мм у ЛуАЗ-1302 Волинь. Довжина автомобіля була збільшена задля розміщення носилок. Дах моделі — жорсткий, скло-пластиковий. Ще одна суттєва відмінність від ЛуАЗ-1302 це кількість дверей, у ЛуАЗ-13021-08 їх чотири: одна зліва, дві справа і одна ззаду. Основне призначення автомобіля обслуговування сільських фельдшерсько-акушерських пунктів та доставка пацієнтів до лікарні.